# Target Corporation
Target Corporation è una catena di grandi magazzini americani con sede a Minneapolis, Minnesota. Si tratta dell'ottavo rivenditore al dettaglio negli Stati Uniti ed è indicizzata nell'indice S&P 500. Fondata da George Dayton, la società fu inizialmente denominata Goodfellow Dry Goods nel giugno 1902, prima di essere ribattezzata Dayton's Dry Goods Company nel 1903 e successivamente Dayton Company nel 1910. Il primo negozio Target fu aperto a Roseville, Minnesota nel 1962, mentre la società madre fu ribattezzata Dayton Corporation nel 1967. Divenne la Dayton-Hudson Corporation dopo la fusione con la JL Hudson Company nel 1969 e possedette la proprietà di diverse catene di grandi magazzini tra cui Dayton, Hudson, Marshall Field e Mervyn.
Target si affermò come divisione della Dayton-Hudson Corporation negli anni Settanta; ha iniziato a espandere il negozio a livello nazionale negli anni ottanta e ha introdotto nuovi formati di negozi con il marchio Target negli anni novanta. La società madre è stata ribattezzata Target Corporation nel 2000 e nel 2004 ha ceduto le sue ultime catene di grandi magazzini.
Ha sofferto di una massiccia e altamente pubblicizzata violazione della sicurezza dei dati delle carte di credito dei clienti e del fallimento della sua filiale di breve durata Target Canada all'inizio del 2010 ma ha registrato un successo rivitalizzato con la sua espansione nei mercati urbani negli Stati Uniti. A partire dal 2 febbraio 2019, Target gestisce 1844 negozi negli Stati Uniti. La società è classificata al 39º posto nella classifica Fortune 500 del 2018 delle maggiori società statunitensi per fatturato totale. I loro formati di vendita al dettaglio includono i discount Target, gli ipermercati SuperTarget e i negozi di "piccolo formato" precedentemente denominati CityTarget e TargetExpress prima di essere consolidati con il marchio Target. Target è spesso riconosciuto per la sua enfasi sui "bisogni dei suoi acquirenti più giovani e attenti all'immagine", mentre il suo rivale Walmart fa più affidamento sulla sua strategia di "prezzi sempre bassi".